# Suiza en el Festival de la Canción de Eurovisión 1957
Suiza participó en la segunda edición del Festival de la Canción de Eurovisión en Fráncfort del Meno, Alemania el 3 de marzo de 1957. Fue su segunda participación en el certamen después de su victoria en el año anterior. Su representante fue, como en la edición anterior, Lys Assia con la canción L'enfant que j'étais cantada en idioma francés. La canción fue cantada décima y última en la noche, obtuvo 5 puntos lo que le dio el 8.º lugar en esa edición.

## La final nacional
La final nacional tuvo lugar el 11 de febrero.
En la final nacional participaron tres concursantes: Lys Assia (la ganadora de la primera edición del Festival), Jo Roland y Gianni Ferraresi. Las canciones de la final nacional fueron en francés, alemán o italiano.

### Concursantes
| N.º | Artista          | Canción                         |
| --- | ---------------- | ------------------------------- |
| 1   | Jo Roland        | La vie                          |
| 2   | Lys Assia        | L'enfant que j'étais            |
| 3   | Gianni Ferraresi | Lasciami tranquillo             |
| 4   | Lys Assia        | Derrière la cathedrale          |
| 5   | Gianni Ferraresi | Nel mio carnet                  |
| 6   | Gianni Ferraresi | Bellissima                      |
| 7   | Jo Roland        | Avec vingt sous                 |
| 8   | Lys Assia        | Musst du schon geh'n            |
| 9   | Jo Roland        | Quand je rêve                   |
| 10  | Lys Assia        | Ein trautes Lied vom Turm Herab |
| 11  | Lys Assia        | Ça n'epechera pas               |

## En el Festival
La canción de Suiza fue cantada décima y última en la noche, precediendo a los daneses Birthe Wilke y Gustav Winckler con Skibet skal sejle i nat. L'enfant que j'étais obtuvo un total de cinco puntos y se clasificó en el 8.º puesto. El jurado belga la mayoría de sus puntos (7/10) la dio a la canción ganadora de Países Bajos. La mayoría de sus puntos ganados en el concurso fue de parte de Dinamarca (2/5).
El director de la orquesta para la canción suiza fue Willy Berking. El portavoz que anunció los puntos otorgados por Suiza fue Mäni Weber. El comentarista suizo fue Georges Hardy.

### Votación
Cada país envió un jurado de diez personas. Cada miembro del jurado pudo dar un punto para su canción favorita.

#### Puntos otorgados
| 7 puntos | Países Bajos |
| 1 punto  | Bélgica      |
| 2 puntos | Reino Unido  |

#### Puntos obtenidos
| 1 punto  | Alemania   |
| 1 punto  | Italia     |
| 1 punto  | Luxemburgo |
| 2 puntos | Dinamarca  |